# Laura Breckenridge
Laura Breckenridge (Flourtown, Pennsylvania, 22 augustus 1983) is een Amerikaanse actrice. Ze is bekend geworden met haar rol als studente Rose Sorelli in de televisieserie Related.

## Biografie
Breckenridge begon als tiener in diverse films en televisieprogramma's. Ze kreeg haar eerste kleine rol in 1998 voor de film Went to Coney Island on a Mission from God... Be Back by Five. In 2002 kreeg ze een rol in de revival van Arthur Millers The Crucible, naast acteurs Laura Linney, Liam Neeson en Kristen Bell.
In 2005 kwam haar eerste grote rol als Bell Granger in de film Southern Belles. In datzelfde jaar volgde haar debuut in de serie Related, waar in totaal negentien afleveringen van uitkwamen. Breckenridge speelde ook in Loving Annabelle, Let Them Chirp Awhile, The Favor, Beautiful Loser en Amusement uit 2008 en Shelby Leds.
Na een vierjarige sabbatical van school, keerde Breckenridge terug naar Princeton om haar studie af te maken. In 2010 slaagde ze met een Bachelor of Arts.
In 2011 speelde ze een gastrol in Grey's Anatomy als Julia, en later dat jaar in de kerstfilm A Christmas Kiss. In 2012 verscheen ze in diverse televisieseries, zoals CSI: NY, The Mob Doctor en Blue Bloods.